# تکیه‌لی
تکیه‌لی (به ترکی آذربایجانی: Tıxlı) یک روستا در جمهوری آذربایجان است که در شهرستان خیزی واقع شده است. تکیه‌لی ۵۴۶ نفر جمعیت دارد.